# Ле-Труа-Лак
Ле-Труа-Лак (фр. Les Trois Lacs) — муніципалітет у Франції, у регіоні Верхня Нормандія, департамент Ер. Ле-Труа-Лак утворено 1 січня 2017 року шляхом злиття муніципалітетів Берньєр-сюр-Сен, Тоні i Венабль. Адміністративним центром муніципалітету є Венабль. Населення — 1742 особи (01.01.2021).